# Hans Bandi
Hans Bandi (* 19. Juli 1882 in Bern; † 6. Juli 1955 ebenda) war ein Schweizer Offizier (Oberstdivisionär).

## Leben
Nach einer Berufslehre als Mechaniker und darauf folgender Matura auf dem zweiten Bildungsweg in Zürich studierte er an der Technischen Hochschule Karlsruhe Elektrotechnik. Von 1908 bis 1923 war er Instruktionsoffizier der Artillerie und danach bis 1936 Sektionschef in der Generalstabsabteilung.
Bandi wurde im Oktober 1936 vom Bundesrat zum ersten Kommandanten und Waffenchef der neu geschaffenen Flieger- und Fliegerabwehrtruppen (FF Trp) ernannt und 1938 zum Oberstdivisionär befördert. Seine Aufgabe war, die Schweizer Luftwaffe aufgrund der drohenden Kriegsgefahr zu modernisieren. Ende 1943 wurde er aus dieser Funktion von General Henri Guisan entlassen. Sein Nachfolger wurde Fritz Rhiner.

## Kontroverse
(Quelle:)

### Vorgeschichte
Der Entlassung des Kommandanten ging schon länger Kritik an den FF Trp und an der Person Bandis voraus. Ihm wurde unter anderem vorgeworfen, dass er die Verlegung der Fliegerstaffeln in das Reduit nur zögerlich umsetzen und als Artillerist vom Fliegen wenig verstehen würde. Obwohl General Guisan Anfang 1942 noch erwog, Bandi zum Oberstkorspkommandanten zu befördern, ordnete der General auf Antrag des Generalstabschefs im Sommer eine interne Untersuchung an und zog darauf die Entlassung von Bandi per Ende 1942 in Betracht, liess dies dann aber nach einer Intervention des Bundesrates wieder fallen. Hintergrund war die bevorstehende vorzeitige Entlassung von Oberstkorpskommandant Ulrich Wille. Der damalige Vorsteher des Eidgenössischen Militärdepartementes, Bundesrat Karl Kobelt meinte, dass man «die Fuhre nicht überladen sollte».

### Bericht des Generals über den Aktivdienst
Im Sommer 1946 übergab Guisan dem Bundesrat und der Bundesversammlung einen 273 Seiten umfassenden Bericht an die Bundesversammlung über den Aktivdienst 1939–1945. Neben allgemeinen Erörterungen würdigte er darin die Leistungen der einzelnen Truppengattungen. Die FF Trp kritisierte er auf 19 Seiten, hauptsächlich gestützt auf einem Gutachten, welches der Nachfolger von Bandi Anfang 1944 verfasste. Dieses 213 Seiten starke Gutachten legte Guisan ohne Absprache mit dem Verfasser dem Bericht bei. Auffällig war, wie Guisan die FF Trp und dessen Kommandanten im Verhältnis zu anderen Truppengattungen überproportional kritisierte. Die Kritikpunkte betrafen im Kern Bandi selber. Ihm wurde vorgeworfen, dass er die FF Trp «nicht im Griff» gehabt und das Reduit-Konzept «hintertrieben» hätte.

### Reaktionen von Bandi und des Bundesrates
Der in dem Bericht von Guisan hart kritisierte Bandi reagierte im Januar 1947 mit einer eigenen «Eingabe» zuhanden des Bundesrates. Darin wehrte er sich gegen die Anschuldigungen und verlangte, dass sein «guter Name wieder hergestellt» werden solle. Der Bundesrat reagierte darauf mit einem eigenen Bericht, dem Bericht des Bundesrates an die Bundesversammlung zum Bericht des Generals über den Aktivdienst 1939–1945, ging darin aber nicht explizit auf die gegenseitig erhobenen Vorwürfe in Bezug auf die FF Trp ein, rehabilitierte Bandi aber von einigen Vorwürfen, ohne die Popularität von Guisan in Frage zu stellen.

## Rezeption
Bandi wird von Zeitzeugen als schwierige und misstrauische Person beschrieben. Historiker wie Rudolf Jaun und Willi Gautschi gehen davon aus, dass Bandi Opfer einer Intrige innerhalb der Armeeführung und der Fliegertruppen wurde. Jaun weist darauf hin, dass Guisan und Rhiner in ihren Berichten Bandi mehrfach als «fachfremden Artilleristen» bezeichnen. Gemäss einer Einschätzung eines späteren Kommandanten der Luftwaffe, Walter Dürig, galt Bandi als «deutschfreundlich». Dies, weil Bandi sich aktiv für die Beschaffung des Jagdflugzeuges Messerschmitt Bf 109 einsetzte. Dazu kam der Umstand, dass Bandi mit einer aus Fulda stammenden Frau verheiratet war. Dass Bandi offen mit Deutschland sympathisierte, könne ihm im Gegensatz zu Offizieren wie Wille, Däniker und Bircher nicht nachgewiesen werden. Der Journalist Felix E. Müller thematisierte in einem Artikel in der Weltwoche 1986 den Fall Bandi.

## Schriften
- Eingabe zum Bericht von General Henri Guisan und zum Bericht des Kommandanten der Flieger- und Fliegerabwehrtruppen. 15. Januar 1947. (Bearbeitung von Walter Dürig. 26. Mai 2014 (PDF).)